# Milichus dudleyi
Milichus dudleyi är en skalbaggsart som beskrevs av Yves Cambefort 1996. Milichus dudleyi ingår i släktet Milichus och familjen bladhorningar. Inga underarter finns listade i Catalogue of Life.